# 420

420(사백이십)은 419보다 크고 421보다 작은 자연수다.

## 수학
- 합성수로, 그 약수는 총 24개다. (1, 2, 3, 4, 5, 6, 7, 10, 12, 14, 15, 20, 21, 28, 30, 35, 42, 60, 70, 84, 105, 140, 210, 420)
  - 420의 진약수의 합은 924이므로, 420은 과잉수다.
- 7 이하의 모든 자연수의 최소 공배수다.
- {\displaystyle 420=20\times 21=15\times 28=14\times 30}
  - 연속하는 두 자연수인 20과 21의 곱으로 나타낼 수 있으며, 이 성질을 지닌 앞의 수는 380, 다음 수는 462이다.
  - 연속하는 두 육각수인 15와 28의 곱으로 나타낼 수 있으며, 이 성질을 지닌 앞의 수는 90, 다음 수는 1260이다.
  - 연속하는 두 사각뿔수인 14와 30의 곱으로 나타낼 수 있으며, 이 성질을 지닌 앞의 수는 70, 다음 수는 1650이다.
- {\displaystyle 420=7^{2}+9^{2}+11^{2}+13^{2}}
  - 연속하는 네 홀수의 제곱합으로 나타낼 수 있으며, 이 성질을 지닌 앞의 수는 276, 다음 수는 596이다.
- {\displaystyle 29^{2}-1}은 420으로 나누어떨어진다.

## 과학
- NGC 420(영어판): 물고기자리 방향에 있는 렌즈형은하.

## 교통

### 철도
- 수도권 전철 4호선 혜화역의 역번호.

### 도로
- 고속도로 및 국도
  - 유럽 고속도로 420호선: 벨기에 니벨(영어판)에서 프랑스 랭스까지 이어지는 유럽 고속도로.
  - 일본 420번 국도: 아이치현 도요타시에서 신시로시까지 이어지는 일본의 국도.
- 기타 도로
  - 420번 지방도: 강원특별자치도 홍천군 영귀미면에서 평창군 방림면까지 이어지는 대한민국의 지방도.
  - 현도 제420호선

## 군사
- U-420(영어판, 독일어판): 제2차 세계 대전에 사용된 나치 독일의 군용 잠수함.

## 문화유산
- 대한민국의 보물 제420호: 백장암청동은입사향로
- 대한민국의 사적 제420호: 부여 능안골 고분군

## 기타
- 날짜: 4월 20일
  - 420: 매년 4월 20에 열리는 대마초 관련 축하 행사.
- 연도: 420년, 기원전 420년
- 420년대
- 한국십진분류법에서 물리학에 관한 책들이 분류되는 번호.